# Selbjørnsfjorden

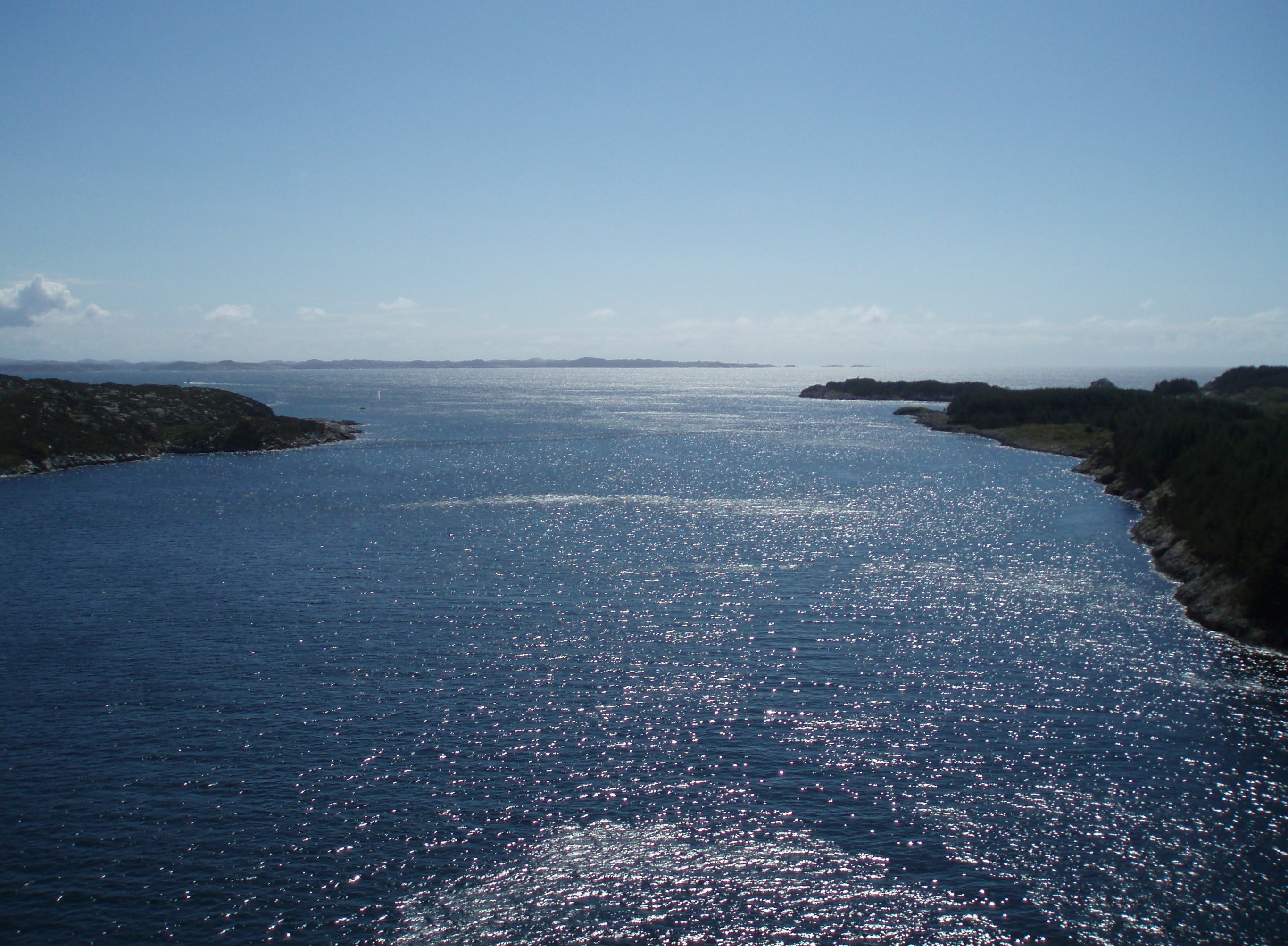
Stolmasundet mellan Selbjørn och Stolmen med Selbjørnsfjorden utanför. Fitjaröarna ligger på andra sidan

Selbjørnsfjorden är en fjord, eller snarare ett brett sund i Norge, mellan Fitjar på Stord och  öarna Stolmen, Selbjørn (som fjorden är uppkallad efter), och Huftarøy i Austevoll i nord. Fjorden sträcker sig 19 km från Nordsjön och öst över mot Langenuen. 
Två olika färjelinjer korsar Selbjørnsfjorden, både från Sandvikvåg på Fitjar. Den ena går till Husavik på Huftarøy och den andra till Halhjem i Os i Hordaland